# Ahmad Abughaush
Ahmad Aburauche (en arabe : أحمد أبو غوش), né le 1er février 1996, est un taekwondoïste jordanien d'origine palestinienne. Il est le premier champion olympique jordanien après son succès lors du tournoi des moins de 68 kg des Jeux olympiques d'été de 2016.

## Carrière
Ahmad Abughaush est né et a grandi à Amman en Jordanie. Il est d'origine palestinienne, ses grands-parents étant déplacés depuis la ville d'Abu Ghosh vers un camp de réfugiés en Jordanie[réf. nécessaire]. Jeune, il est turbulent et ses parents lui font faire du taekwondo pour qu'il apprenne la discipline. L'enfant n'aime pas ce sport de combat et préfère jouer au football. Quatre ans après avoir débuté le taekwondo, il est sélectionné dans l'équipe nationale de Jordanie et commence à apprécier ce sport qui lui permet de représenter son pays.
Après son titre de champion du monde juniors en 2012, il enchaîne les blessures. Après s'être cassé la hanche, il se fait une rupture de ligament croisé au genou droit la semaine suivant son retour à l'entraînement. De retour après un an d'absence, il se blesse de nouveau au genou gauche. Cette période de doutes le motive pour se qualifier pour les Jeux olympiques.
Ahmad Abughaush surprend consécutivement le champion olympique en titre Joel González et la tête de série no 2 Lee Dae-hoon dans le tournoi olympique des moins de 68 kg des Jeux olympiques d'été de 2016. En finale, Abughaush remporte la médaille d'or en gagnant face au Russe Alexey Denisenko sur le score de 10 à 6,,. Il devient le premier médaillé et le premier champion olympique de la Jordanie,,. Sa victoire entraîne de vives célébrations dans l'Arena Carioca 3.
À son retour en Jordanie, le champion olympique est accueilli en héros à l'aéroport d'Amman,. Il est reçu au palais royal par le roi Abdallah II et la reine Rania al-Yassin. Étudiant à l'Université de Jordanie en éducation sportive, il devient une vedette nationale après son succès.

## Palmarès
Jeux olympiques
- Médaille d'or des Jeux olympiques 2016 à Rio de Janeiro, Brésil.

Championnats du monde
- Médaille d'argent du Championnat du monde de taekwondo 2019 à Manchester, Angleterre

- Médaille de bronze des Championnats du monde de taekwondo 2017 à Muju, Corée du Sud.

Jeux asiatiques
- Médaille de bronze des Jeux asiatiques de 2018 à Jakarta et Palembang, Indonésie.

Universiade
- Médaille de bronze des Universiade d'été de 2017 à Taipei.

Championnats du monde juniors
- Médaille d'or des Championnats du monde juniors de 2012